# Skolelærerlitteratur
Skolelærerlitteratur er betegnelsen på en litterær genre, der florerede i Danmark fra omkring midten af 1800-tallet til 1. Verdenskrig og langsomt ebbede ud.
Som navnet antyder blev den fortrinsvis dyrket af skolelærere på landet. I løbet af 1800-tallet blev kaldet som skolelærer i de mange landskoler mere og mere anset. Frem til ca. 1800 var lærere på landet en broget flok af fallerede studenter, ustuderede bønder og håndværkere, men efter oprettelsen af en række lærerseminarier rundt om i landet blev de fleste stillinger besat med folk, der havde fået både lærdom og en pædagogisk skoling. Det gav for manges vedkommende selvtillid og initiativ og en stor standsbevidshed på trods af deres dårlige økonomiske forhold. De indtog en plads i landsbylivet under præsten, men over de fleste bønder. Hertil medvirkede, at de efter midten af århundredet blev aflønnet på linje med indtægten af en af egnens største gårde. Mange af lærerne var foregangsmænd i oprettelse af sognebogssamlinger, forsamlingshuse, brugsforeninger, skytteforeninger, idrætsforeninger, politiske foreninger, sygekasser og de mange andre nydannelser, der opstod især i anden halvdel af århundredet.
Derudover var der også mange, der skrev digte, noveller, romaner og skuespil, der tog udgangspunkt i det liv, der levedes i landsbyen, og som henvendte sig til landbefolkningen.

## Motivkredsen
Skolelærerlitteraturen bestod overvejende af kortere fortællinger, der tog udgangspunkt i det lokale folkeliv. Det var skildringer, der på samme tid var nationale og mildt religiøse, kulturhistoriske og først og fremmest pædagogiske. Historierne handler om kærlighed, mest ulykkelig, nabostrid, slægtsfejder, skurke og helte, men der er også beretninger om dagligdagens gang, om fornyelser i landbruget, om forsigtige og ekspansive bønder om fattigdom og kampen for bedre vilkår på bekostning af medmenneskelighed. Den lokale natur indgik og blev i mange af fortællingerne beskrevet indgående. 
Konfliktstoffet var nok realistisk, men løsningerne var mere styret af moralbegreber og romantiske forestillinger om at ærlighed, arbejdsomhed og kærlighed betaler sig i sidste instans end af den politiske virkelighed, der omgav forfatterne og læserne. 
Både samtidens og de mange efterfølgende kritikere levnede generelt ikke genren mange roser. Et af anklagepunkterne var, at konfliktstoffet ikke var bearbejdet, men fremstod som taget ud af det virkelige liv, og ikke som en forfatters bud på livets tilskikkelser.

## Jysk, fynsk og sjællandsk
Men det var netop det genrens læsere efterspurgte. Det var da også sådan, at de jyske forfattere stort set kun blev læst i Jylland og de fynske og sjællandske på samme måde mest på Fyn og Sjælland. Fortællingerne udkom oftest som bidrag i tidsskrifter og aviser som N.C. Roms ”Husvennen” (1873-1901) eller Jyllandsposten, og blev siden samlet i bøger. De fleste af forfatterne spandt absolut ikke guld på deres produktion, selv om de mest populære kom i ret store oplag. 

## Inspiration, nogle forfattere efterfølgerne
De danske forfattere, der inspirerede genrens udøvere var B.S. Ingemann og først og fremmest Steen St. Blicher. Ingemann med sine vidtspundne og meget populære nationalromantiske romaner og Blicher med sine kortere fortællinger fra de jyske hedeegne og sine melankolske digte.
De skolelærerforfattere, der er bedst kendt i dag er C.A. Thyregod (1822-98), der også var medstifter af Danmarks Lærerforening, Anton Nielsen (1827-1897), Zakarias Nielsen (1844-1922) og Emanuel Henningsen (1844-86). Andre er Edvard Søderberg, Erik Bøgh, der dog hurtigt skiftede til hovedstadens teaterliv, og den i dag mest kendte, Johan Skjoldborg. Mads Hansen, der ikke var skolelærer, men bonde, er kendt for sin sang Opvaavni (Faa ajle di smaa Blomster). Morten Eskesen var både digter og komponist og havde tætte forbindelser til Evald Tang Kristensen i deres fælles interesse for folkeeventyr og folkeviser. Forfatteren Gustav Wied (+ 1914) gør sig i mange værker lystig over skolelærerforfatterne.
I 1914 udkom et større værk om lærernes rolle i samfundet. Bindet om skolelærerlitteraturen, "Lærerne og Skønlitteraturen", var skrevet af C.A. Thyregods søn Oskar Thyregod, der karakteristisk nok blev student, mag. art i semitiske sprog, bibliotekar og forfatter. Han fortæller om ca. 100 af dens udøvere. Oskars søn er i øvrigt tidligere folketingsmedlem Ib Thyregod.
Efter 1. verdenskrig tabte genren sin tilknytning til landsbylærerne, men forfattere som Thomas Olesen Løkken, Helene Strange, Angelo Hjort, Marie Bregendahl, Sigurd Elkjær og først og fremmest Morten Korch fortsatte med at skrive efter nogenlunde samme recept. Også mere anerkendte forfatter som Knuth Becker, Johannes V. Jensen, Hans Kirk og Martin A. Hansen kan ses som genrens efterfølgere. 
- Johan Skjoldborg
- Zakarias Nielsen
- Anton Nielsen
- Emanuel Henningsen